# Fred Shuttlesworth
(Fred Shuttlesworth, durante il suo ultimo sermone nella chiesa "Greater New Light Baptist Church" di Birmingham in Alabama - 2006)
Freddie Lee Shuttlesworth (Mount Meigs, Alabama, 18 marzo 1922 – Birmingham, Alabama, 5 ottobre 2011) è stato un attivista per i diritti civili e pastore cristiano battista statunitense.
Oltre al suo ministero cristiano, che guidò per vari decenni, Shuttlesworth collaborò con Martin Luther King nella lotta contro la segregazione razziale negli Stati Uniti d'America diventando uno dei maggiori attivisti per i diritti civili del suo tempo.
Egli fu tra i fondatori, assieme a Ralph Abernathy e Martin Luther King, della nota associazione Southern Christian Leadership Conference, attiva nell'ambito dei diritti civili.
Il reverendo Martin Luther King lo definì "Il più coraggioso attivista per i diritti civili del Sud" (The most courageous civil rights fighter in the South). A lui è dedicato l'aeroporto di Birmingham, il Shuttlesworth International Airport.

## Biografia
Nato in una povera famiglia dell'Alabama, Fred era il primo di otto figli.

### Inizio del ministero cristiano
Nel 1948, dopo aver conseguito un diploma in teologia, fu ordinato ministro cristiano. Dopo aver conseguito un primo Beachelor alla Selma University nel 1951 e all'Alabama State College nel 1952, Shuttlesworth cominciò la sua opera pastorale nella chiesa battista First Baptist Church nella cittadina di Selma. Nel 1956 divenne pastore della Birmingham’s Bethel Baptist Church.

### L'attivismo in favore dei diritti civili
Nel maggio del 1956, Shuttlesworth e il pastore Edward Gardner (1907-2006) fondarono l'Alabama Christian Movement for Human Rights.

#### Primo attentato
La sua casa e chiesa furono oggetto di attentati dinamitardi realizzati da membri del KKK nella notte di natale del 1956; nonostante gli enormi danni causati dall'esplosione, non vi furono feriti gravi e lo stesso Shuttlesworth ne uscì indenne. Anni dopo, riflettendo sull'accaduto, dirà: "The bomb had my name on it, but God erased it" (la bomba aveva il mio nome scritto sopra, ma Dio lo cancellò).

#### Fondazione della SCLC
Nel 1957, Shuttlesworth fu tra i fondatori della Southern Christian Leadership Conference (SCLC), insieme a Martin Luther King e altri importanti leader civili. Nel 1961 si trasferì a Cincinnati, Ohio, dove assunse il ruolo di ministro di culto presso la Revelation Baptist Church, continuando però a partecipare attivamente alle azioni civili anti-segregazioniste che si svolgevano a Birmingham.

#### Secondo attentato ed il Progetto C
Nel tentativo di iscrivere i propri figli a una scuola pubblica prevalentemente bianca nel 1957, Shuttlesworth e sua moglie furono brutalmente aggrediti da una folla armata guidata da membri del Ku Klux Klan. Nonostante la gravità dei fatti, Fred invitò ripetutamente i figli e i suoi seguaci a “perdonare sempre".
Nel 1963 fu responsabile insieme a King del lancio della “Birmingham Campaign” (Nota anche come “Progetto C”, o "Project Comfort"), una serie di manifestazioni di massa che provocarono una dura repressione da parte del commissario Bull Connor. L’uso di cani e idranti contro manifestanti, tra cui molti studenti, scosse l’opinione pubblica nazionale e contribuì alla promulgazione del Civil Rights Act del 1964.

#### Anni successivi
Dopo aver fondato la Greater New Light Baptist Church nel 1966 e la Shuttlesworth Housing Foundation nel 1988, continuò a combattere per l’uguaglianza razziale.
Nel 2001 ricevette dall'allora presidente Clinton la Presidential Citizens Medal e nello stesso anno furono a lui intitolate una strada a Cincinnati e l’aeroporto di Birmingham, il quale fu ribattezzato fu ribattezzato Birmingham–Shuttlesworth International.

### Morte
Si è spento il 5 ottobre 2011 a 89 anni e riposa al cimitero Oak Hill di Birmingham. Sulla sua lapide è stato inciso il versetto biblico di Isaia 26:3:"A colui che è fermo nei suoi sentimenti tu conservi la pace, la pace, perché in te confida" (Thou wilt keep him in perfect peace, whose mind is stayed on thee; because he trusteth in thee).

## Posizioni
Nel 2004 fu criticato per aver osteggiato delle leggi in favore dei diritti delle persone omosessuali. Durante un referendum nella municipalità di Cincinnati, per modificare lo statuto cittadino e consentire al consiglio comunale di approvare leggi contro la discriminazione degli omosessuali, il Reverendo Shuttlesworth disse in uno spot radiofonico: 
(Fred Shuttlesworth)
Nello stesso anno Shuttlesworth servì come presidente della Southern Christian Leadership Conference (SCLC) che lui stesso contribuì a fondare. Decise però di dimettersi dall'incarico pochi mesi dopo la nomina per "Mancanza di disciplina spirituale e Verità" all'interno dell'organizzazione.